# دانشگاه ایالتی مونتانا
دانشگاه ایالتی مونتانا یک دانشگاه تحقیقاتی دولتی در بوزمن واقع در ایالت مونتانا آمریکا است که در سال ۱۸۹۳ میلادی بنانهاده شده‌است. این دانشگاه بزرگ‌ترین دانشگاه ایالت مونتانا است. این دانشگاه برنامه‌های کارشناسی را در ۶۰ رشته، مدرک کارشناسی‌ارشد در ۶۸ رشته و مدرک دکترا را در ۳۵ رشته از طریق ۹ دانشکده خود ارائه می‌دهد. بیش از ۱۶۷۰۰ دانشجو در پاییز ۲۰۱۹ در این دانشگاه شرکت کردند که توسط ۷۹۶ استاد تمام‌وقت و ۵۴۷ استاد پاره‌وقت تدریس می‌شد. دانشگاه ایالتی مونتانا در بین دانشگاه‌های دکترا به‌عنوان دانشگاه دارای فعالیت تحقیقاتی بسیاربالا طبقه‌بندی شده‌است. هزینه‌های تحقیقاتی آن در سال ۲۰۱۷ بالغ بر ۱۲۹٫۶ میلیون دلار بود.